# Reticulair bindweefsel
Reticulair bindweefsel is een soort bindweefsel waarvan de cellen (reticulumcellen), uitlopers hebben die met uitlopers van naburige cellen in verbinding staan. Tussen dit netwerk van cellen liggen de reticulinevezels. 
Reticulair bindweefsel bevindt zich onder andere in de lymfeknopen, het beenmerg, de milt en de lever.